# Johanna Faulhaber
Johanna Faulhaber Kamman (Essen, 6 de junio de 1911-Ciudad de México, 24 de julio del año 2000) fue una antropóloga, educadora e investigadora germano-mexicana.

## Biografía

### Primeros años
Nació el 6 de junio de 1911 en Essen, Imperio alemán (actual Alemania). Emigró a México en 1936 tras huir del nazismo. En 1938 ingresó a la carrera de antropología en la Escuela de Ciencias Biológicas del Instituto Politécnico Nacional, la cual posteriormente dio origen a la Escuela Nacional de Antropología e Historia (ENAH). Adquirió la nacionalidad mexicana en 21 de marzo de 1942.

### Carrera
Fungió como investigadora del Instituto Nacional de Antropología e Historia (INAH) desde 1941 hasta 1976; siendo nombrada investigadora emérita en diciembre de 1982. Su labor docente lo ejerció durante 36 años, impartiendo clases de antropología y de alemán tanto en la ENAH como en la Universidad Nacional Autónoma de México (UNAM).
Como investigadora en el campo de la osteología, realizó varios estudios, el más importante de ellos con los 204 entierros prehispánicos de Tlatilco, Estado de México, dando lugar a la publicación La población de Tlatilco, México, caracterizada por sus entierros y que se publicó en el volumen 2 del Homenaje a Juan Comas, en el año de 1965.
Es considerada pionera en el campo de estudio que se ha denominado “antropología física aplicada”, al publicar en 1955 un artículo titulado La necesidad de contar con patrones científicos para la industria mexicana del vestido. En 1957 inició una investigación longitudinal sobre el crecimiento y desarrollo infantil, en grupo de niños de la Ciudad de México, lo que conllevó a su libro publicado en 1976, Investigación longitudinal del crecimiento, en un grupo de niños caracterizado por su ambiente socioeconómico, su alimentación y su patología, convirtiéndose en el primer estudio longitudinal de crecimiento en toda América Latina. Durante los Juegos Olímpicos de 1968 llevó a cabo estudios somatotipológicos de atletas de diversas especialidades y de ambos sexos.
Fue miembro de varias sociedades científicas y recibió distinciones y diplomas entras las que se destacan un diploma otorgado por el Colegio Mexicano de Antropólogos en octubre de 1985 debido a su labor en la creación y consolidación del mismo. Además, fue investigadora nacional nivel III del Sistema Nacional de Investigadores desde 1984 y emérita años después; la UNAM le otorgó, como reconocimiento a su labor, el Premio Universidad Nacional 1987 en Investigación en Ciencias Sociales. Así mismo recibió el doctorado honoris causa por parte de la UNAM en 1996. Ese mismo año se le nombró miembro de honor de la Sociedad Cubana de Antropología Biológica. Falleció el 24 de julio del año 2000.